# جيرد نونمان
جيرد نونمان هو عميد كلية الخدمة الخارجية في حرم جامعة جورجتاون في قطر (SFS-Qatar ، أو SFS-Q) ، منذ سبتمبر 2011. وقبل هذا التعيين، شغل كرسي القاسمي في الدراسات الخليجية، ورئيسًا في العلاقات الدولية وسياسة الشرق الأوسط، في جامعة إكسيتر. وهو مدير سابق لمعهد الدراسات العربية والإسلامية (IAIS) و مركز الدراسات الخليجية (CGS) في تلك الجامعة. وهو أيضًا المدير التنفيذي السابق للجمعية البريطانية لدراسات الشرق الأوسط (BRISMES).

## بداياته
ولد البروفيسور نونمان في فلاندرز (تيمس، 1959) وتلقى تعليمه في جامعة غينت وبلجيكا في فقه اللغة الشرقية (اللغة العربية) ، وعلى مستوى الدراسات العليا في دراسات التنمية، وعمل لاحقاً في القطاع التجاري في العراق. بعد تدريس علوم السياسة والاقتصاد السياسي في الشرق الأوسط في جامعات مانشيستر وجامعة إكستر، وعمل أستاذاً زائراً في الجامعة الدولية في اليابان.
قام بتدريس العلاقات الدولية وسياسة الشرق الأوسط في جامعة لانكستر من عام 1993 إلى عام 2007 ، وعندها عاد إلى إكسيتر. حتى تم تعيينه عميدًا لجامعة قطر في جامعة جورجتاون في عام 2011.
وقد كان عضوًا في لجنة تقييم الأبحاث الوطنية في المملكة المتحدة لعام 2001 (RAE) حول دراسات الشرق الأوسط، وشغل منصب المدير التنفيذي للجمعية البريطانية لدراسات الشرق الأوسط (BRISMES) بين عامي 1998 و 2002. وكان زميلًا مشاركًا في الشرق الأوسط. البرنامج في Chatham House (المعهد الملكي للشؤون الدولية) حتى 2012.
البروفيسور نونمان هو محرر مشارك في مجلة الدراسات العربية (روتليدج) ، تم اصدارها من قبل مركز جامعة إكستر للدراسات الخليجية بالتعاون مع جامعة جورجتاون العالمية للعلوم والتكنولوجيا في قطر.